# Великая ложа древних вольных и принятых каменщиков Германии
Великая ложа древних вольных и принятых каменщиков Германии (нем. Großloge der Alten Freien und Angenommenen Maurer von Deutschland) — одна из пяти великих лож входящих в состав Объединённых великих лож Германии. Она самая крупная из них и объединяет около 10 000 масонов в своих рядах. ВЛДВПКГ является одной из основательниц ОВЛГ.

## История
Количество немецких масонов, с 1935 по 1945 годы, сократилось с 80 000 до 5 000. В 1945 году была предпринята первая неудачная попытка прийти к соглашению об объединении между многочисленными немецкими великими ложами. Объединение немецкого масонства началось в 1947 году благодаря усилиям великого мастера Великой земельной ложи Баварии Теодора Фогеля.
Великая ложа древних вольных и принятых каменщиков Германии была основана 19 июня 1949 года и сначала была названа Объединённой великой ложей Германии. В неё был внесён Свет Великой символической ложи Германии, из ложи «Силоам», инсталлированной её великим мастером Лео Мюффельманном в 1933 году в Иерусалиме, и Великой ложи Гамбурга, из её лож в Чили. Учреждение прошло в Церкви Св. Павла во Франкфурте. Её первым великим мастером стал Теодор Фогель. Эта великая ложа стала первой ассоциацией немецких масонских лож после попыток их объединения в единую масонскую организацию в 1801, в 1872 и в 1922 годах.
В 1952 году к новому объединению присоединились другие масонские ложи Федерации «Восходящего солнца». Усилия членов ассоциации реализовались в 1958 году и выразились в создании Объединённых великих лож Германии, чьим первым великим мастером также стал Теодор Фогель (1958—1959 гг.).
Учредителями великой ложи были:
- 42 ложи Великой национальной материнской ложи Три глобуса,
- 35 лож Великой ложи Пруссии «Ройал Йорк к дружбе»,
- 34 ложи Великой ложи «К Солнцу»,
- 18 лож Великой ложи Гамбурга,
- 14 лож Великой материнской ложи Эклектической масонской федерации,
- 7 лож Великой масонской ложи «К согласию»,
- 5 лож Символической великой ложи Германии,
- 4 ложи Великой земельной ложи Германии,
- 4 ложи Великой земельной ложи Саксонии,
- 1 ложа Федерации «Восходящего Солнца».

Позже к ним присоединились ещё 10 лож, основанных после 1945 года.
Во избежание путаницы, «Объединённая великая ложа Германии» взяла новое название — «Великая земельная ложа древних вольных и принятых каменщиков Германии», а в 1970 году она окончательно изменила название на «Великая ложа древних вольных и принятых каменщиков Германии».

## Организационная структура
В Великой ложе древних вольных и принятых каменщиков Германии 10 000 масонов в 270 ложах, в 10 округах. Она объединяет ложи, которые проводят свои собрания в степенях ученик, подмастерье и мастер. С 1967 года в великой ложе принят единый ритуал, но за старыми ложами закреплено право работать по своим традиционным историческим ритуалам — Шрёдера, Фесслера, Эклектическому.
Демократическая система великой ложи предусматривает выборы великого мастера и других великих офицеров, которые проходят каждые четыре года. Право голоса на выборах имеют досточтимые мастера. Великая ложа разделена на округа, которые в значительной степени соответствуют государственному территориальному делению.

### Русскоязычная ложа Великий свет Севера

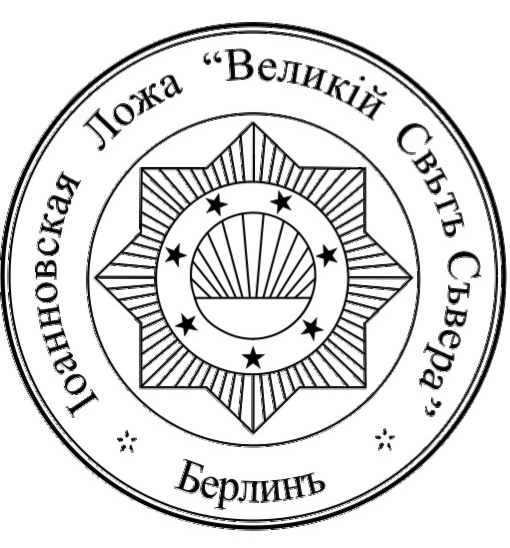
Логотип ложи

Русско-немецкая ложа «Великий свет Севера» была создана эмигрантами из России 16 января 1922 года, в Берлине. Ложа была основана в составе Великой национальной материнской ложи «Три глобуса». В 1933 году после прихода в Германии к власти нацистов она приостановила свои работы.
15 июня 2013 года группа русскоязычных масонов из лож Гамбурга и Берлина постановила возобновить работу ложи, но уже в другой юрисдикции и по другому ритуалу, сохраняя однако все традиции и право на использование материнского ритуала. 4 января 2014 года состоялось торжественное внесение Света (реинсталляция), в присутствии ряда иностранных делегаций, в том числе из России, Польши и Латвии.